# Abrotanella diemii
Abrotanella diemii  es una especie de planta fanerógama de la familia Asteráceas. 

## Distribución
Es oriunda de la región sur de la cordillera de los Andes en Argentina en las provincias de Río Negro y del Neuquén. (enlace roto disponible en Internet Archive; véase el historial, la primera versión y la última).

## Taxonomía
Abrotanella diemii fue descrita por Ángel Lulio Cabrera y publicado en Boletín de la Sociedad Argentina de Botánica 11(4): 275. 1969.
Etimología
Ver: Abrotanella
diemii: epíteto